# اوریو، هوکایدو
اوریو، هوکایدو (به لاتین: Uryū, Hokkaido) یک منطقهٔ مسکونی در ژاپن است که در Sorachi Subprefecture واقع شده‌است. اوریو  ۳٬۰۵۴ نفر جمعیت دارد.